# دوناتتتلن
دوناتتتلن (به مجاری:  Dunatetétlen) یک منطقهٔ مسکونی در مجارستان است. دوناتتتلن ۴۳٫۱۹ کیلومتر مربع مساحت و ۵۲۸ نفر جمعیت دارد.